# Ренсселіер-Фоллс (Нью-Йорк)
Ренсселіер-Фоллс (англ. Rensselaer Falls) — селище (англ. village) в США, в окрузі Сент-Лоуренс штату Нью-Йорк. Населення — 361 особа (2020).

## Географія
Ренсселіер-Фоллс розташований за координатами 44°35′27″ пн. ш. 75°19′11″ зх. д. / 44.59083° пн. ш. 75.31972° зх. д. (44.590770, -75.319795).  За даними Бюро перепису населення США в 2010 році селище мало площу 0,82 км², з яких 0,75 км² — суходіл та 0,07 км² — водойми.

## Демографія
Згідно з переписом 2010 року, у селищі мешкали 332 особи в 127 домогосподарствах у складі 86 родин. Густота населення становила 404 особи/км².  Було 141 помешкання (172/км²).
Расовий склад населення:
| - 95,5 % — білих - 1,2 % — корінних американців - 0,9 % — чорних або афроамериканців - 0,3 % — азіатів |

До двох чи більше рас належало 1,8 %. Частка іспаномовних становила 3,0 % від усіх жителів.
За віковим діапазоном населення розподілялося таким чином: 26,2 % — особи молодші 18 років, 59,9 % — особи у віці 18—64 років, 13,9 % — особи у віці 65 років та старші. Медіана віку мешканця становила 34,3 року. На 100 осіб жіночої статі у селищі припадало 91,9 чоловіків;  на 100 жінок у віці від 18 років та старших — 88,5 чоловіків також старших 18 років.
Середній дохід на одне домашнє господарство  становив 49 838 доларів США (медіана — 31 691), а середній дохід на одну сім'ю — 61 776 доларів (медіана — 53 500). За межею бідності перебувало 22,1 % осіб, у тому числі 25,4 % дітей у віці до 18 років та 0,0 % осіб у віці 65 років та старших.
Цивільне працевлаштоване населення становило 161 особа. Основні галузі зайнятості: освіта, охорона здоров'я та соціальна допомога — 48,4 %, роздрібна торгівля — 12,4 %, публічна адміністрація — 8,7 %, науковці, спеціалісти, менеджери — 8,1 %.